# 五人委員会 (小笠原諸島)
五人委員会（ごにんいいんかい、Council）は、アメリカ施政権下の小笠原諸島（1968年の人口：174人）に置かれた自治組織のことである。その名の通り、居住が許された欧米系島民から選出された5人の委員から構成されている。会議は英語で行われていた。復帰後は、新たに設置された小笠原村の村政審議会に引き継がれた。

## 職務・権限
- 小笠原諸島に関する布令と称する一種の条例を制定。
- 100ドル以下の民事裁判及び軽犯罪を扱う小笠原裁判所（Bonin Islands Court）の裁判官の選出。